# Evadare din Sobibor
Evadare din Sobibor (în engleză Escape from Sobibor) este un film britanic de televiziune din 1987, regizat de Jack Gold și difuzat în premieră de postul CBS. El relatează istoria evadării în masă a prizonierilor din lagărul de exterminare de la Sobibor, cea mai de succes revoltă a prizonierilor evrei din lagărele de exterminare germane (au mai existat două revolte la Auschwitz și Treblinka).
La 14 octombrie 1943, membrii grupului de rezistență din lagăr au reușit să ucidă în secret 11 ofițeri germani și câțiva gardieni ucraineni. Din cei 600 de prizonieri din lagăr, au evadat aproximativ 300, deși mulți dintre ei au fost recapturați și uciși. Evadarea i-a forțat pe naziști să închidă lagărul de exterminare, demolându-l și plantând o pădure pe locul lui.
Scenariul a fost inspirat din cartea cu același nume a lui Richard Rashke. Rolurile principale sunt interpretate de Alan Arkin, Joanna Pacuła și Rutger Hauer. Filmările au fost realizate la Avala (Iugoslavia). Rutger Hauer a primit Premiul Globul de Aur pentru cel mai bun actor într-un rol secundar (într-un film de televiziune). Supraviețuitorul Thomas Blatt ("Toivi") a servit pe post de consultant tehnic.

## Rezumat
Filmul se bazează pe un eveniment real: evadarea prizonierilor evrei din Sobibor la 14 octombrie 1943. Înființat din dispoziția lui Heinrich Himmler, lagărul de exterminare Sobibor era unul dintre cele trei lagăre din estul Poloniei în care se aplica „soluția finală” de exterminare a evreilor din țările cucerite de germani (celelalte două fiind Belzec și Treblinka). Evreii sosiți aici cu trenurile erau selectați în gară, iar majoritatea luau calea camerelor de gazare și apoi ale crematoriilor umane.
Un număr mic de privilegiați, reprezentați de cei care aveau meserii folositoare ofițerilor din lagăr (croitori, cizmari, cusătorese etc.), rămâneau în lagăr pentru a munci la sortarea obiectelor aduse cu ei de evreii gazați. Printre evreii selectați să rămână au fost și Itzhak Lichtman (Jack Shepherd), căruia un alt deținut i-a spus să pretindă că este cizmar de meserie, tânăra Luka (Joanna Pacuła), care s-a dat drept cusătoreasă deși nu cunoștea această meserie, și adolescentul Stanislaw „Șlomo” Szmajzner (Simon Gregor), care era de meserie bijuterier aurar și a fost oprit, împreună cu fratele său mai mic, pentru a le face bijuterii naziștilor.
Toate încercările de evadare din lagărul Sobibor au eșuat atât din cauza vigilenței gardienilor ucraineni, cât și a înconjurării lagărului de un teren minat, cu excepția unui singur drum de acces, bine păzit. Leon Feldhendler (Alan Arkin) era conducătorul unui mic grup care plănuia o evadare care se dorea a fi reușită. Însă, după o tentativă de evadare eșuată a 13 prizonieri, urmată de uciderea a încă 13 prizonieri, Leon își dă seama că evadarea grupului său (chiar dacă va reuși) va duce la măcelărirea de către naziști a altor prizonieri. Singura soluție de a evita posibilul masacru rămânea doar evadarea tuturor prizonierilor din lagărul Sobibor, cu excepția unui grup de prizonieri izolați.
Sosirea în lagăr a unui grup de militari sovietici de origine evreiască, sub comanda locotenentului Aleksandr „Sașa” Pecerski (Rutger Hauer), a dus la o regândire a planului de evadare. Având cunoștințe militare, „Sașa” a conceput împreună cu Leon un plan curajos care presupunea fuga prizonierilor pe drumul de acces (singurul care nu era minat) și adăpostirea lor în pădurea din apropiere, de unde fiecare trebuia să se descurce pe cont propriu. Planul presupunea tăierea liniilor de comunicații ale lagărului, uciderea unul câte unul, într-un interval de o oră, înainte de apelul de seară, a cât mai multor ofițeri germani și obținerea de arme din depozitul de arme și muniții al lagărului. Cu armele obținute, prizonierii i-ar fi atacat pe ofițerii rămași și pe gardienii ucraineni, profitând de dezorientarea acestora. Grupul de prizonieri care plănuiau evadarea a obținut concursul lui Kapo Porchek (Linal Haft), care urma să aibă un rol important în punerea în practică a planului.
Planul a reușit doar în parte: o parte dintre rebeli au fost capabili să-i omoare pe câțiva ofițeri SS, dar nu a reușit să intre în depozitul de arme din cauza descoperirii de către ofițerii rămași a celor uciși. În această situație, Leon și Sașa, împreună cu câțiva prizonieri înarmați cu armele ofițerilor uciși, i-au îndemnat pe prizonieri să atace porțile de la intrarea în lagăr, timp în care ei le asigurau spatele. Prizonierii au reușit să distrugă porțile, dar gardienii ucraineni au deschis focul asupra deținuților, forțându-i să iasă din tabără prin câmpurile minate. Ei au reușit să fugă în pădure sub ploaia de gloanțe a gardienilor și a celor câțiva ofițeri germani rămași. Din cei 600 de deținuți au reușit să fugă o jumătate. O parte dintre cei fugiți au fost recapturați de naziști. Restul prizonierilor (printre care Leon, Sașa și Stanislaw „Șlomo” Szmajzner) s-a alăturat mișcărilor de partizani care au luptat împotriva naziștilor.
După evadarea prizonierilor evrei din Sobibor, lagărul de exterminare a fost închis din ordinul personal al lui Himmler, care a dispus demolarea clădirilor și plantarea unei păduri pe locul lui. Filmul se încheie cu prezentarea de către narator a activității de după război a principalelor personaje.

## Distribuție
În ordinea de pe generic.
- Alan Arkin - Leon Feldhendler
- Joanna Pacuła - Luka
- Rutger Hauer - locotenentul Aleksandr „Sașa” Pecerski
- Hartmut Becker - Hauptscharführer SS Gustav Wagner[nota 1]
- Jack Shepherd - Itzhak Lichtman
- Emil Wolk - Samuel
- Simon Gregor - Stanislaw „Șlomo” Szmajzner
- Linal Haft - Kapo Porchek
- Jason Norman - Thomas „Toivi” Blatt
- Robert Gwilym - Chaim Engel
- Eli Nathenson - Moses Szmajzner
- Kurt Raab as SS-Oberscharführer Karl Frenzel[nota 2]
- Eric Caspar - Hauptsturmführer SS Franz Reichleitner
- Hugo Bower - Oberscharführer SS Rudolf Beckmann
- Klaus Grünberg - Oberscharführer SS Erich Bauer
- Wolfgang Bathke - Unterscharführer SS Hurst
- Henning Gissel - Unterscharführer SS Fallaster
- Henry Stolow - Untersturmführer SS Johann Niemann
- Ullrich Haupt - Unterscharführer SS Wolf
- Patti Love - Eda
- Judith Sharp - Bajle
- Ellis Van Maarseveen - Selma Wijnberg
- David Miller - Mundek
- Jack Chissick - Hershel Zuckerman
- Ned Vukovic - Morris
- Sara Sugarman - Naomi
- Peter Jonfield - Kapo Sturm
- Dijana Kržanić - Esther Terner
- Irfan Mensur - Kalimali
- Zoran Stojiljković - Boris
- Svetolik Nikačević - bătrânul
- Miša Janketić - Oberkapo Berliner
- Dejan Čavić - Kapo Spitz
- Zlatan Fazlagić - Weiss
- Predrag Milinković - Kapo Jacob
- Bozidar Pavićević - Sturmmann SS Ivan Klatt
- Howard K. Smith - naratorul

## Premii
La festivitatea de decernare a premiilor Globul de Aur din 1988, filmul Evadare din Sobibor a primit Premiul Globul de Aur pentru cea mai bună miniserie sau film de televiziune. De asemenea, Rutger Hauer a obținut Premiul Globul de Aur pentru cel mai bun actor în rol secundar (serial sau film de televiziune).

## Legături externe
- Escape from Sobibor la Internet Movie Database
- Escape from Sobibor la Allmovie
- Evadare din Sobibor este disponibil pentru descărcare gratuită la Internet Archive [mai mult]